# Satir

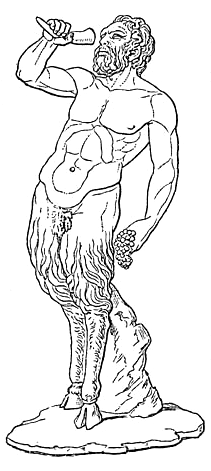
Pan este în același timp satir și zeu grec

În mitologia greacă, satirii, numiți și "sileni", sunt demoni ai naturii și aparțineau cortegiului lui Dionis. Ei erau reprezentați în diferite feluri: uneori partea de jos era un cal, iar cea de sus un om. Adeseori, partea de jos era un țap. În acest caz, satirii aveau și o coadă lungă, groasă și stufoasă. Erau închipuiți dansând pe câmpie, bând împreună cu Dionis și fugărind menadele și nimfele. Treptat, trăsăturile lor animaliere se diminuează, membrele inferioare devin omenești (aveau picioare și nu copite). Un rol în legendele grecești îl are satirul Marsias. De asemenea îl mai întâlnim și pe zeul Pan sub înfățișarea unui satir.